# 京成電鉄バスホールディングス
京成電鉄バスホールディングス株式会社（けいせいでんてつバスホールディングス、英: Keisei Electric Railway Bus Holdings Co.,Ltd.）は、千葉県市川市に本社を置く、京成グループのバス事業を統括する中間持株会社。京成電鉄の完全子会社。
東京都・千葉県内に散在する京成電鉄のバスグループ会社及び既存の京成バスを再編・統括する目的で、京成グループのタクシー会社「昭和タクシー有限会社」を母体として商号変更し、株式会社へ移行する形で2024年（令和6年）11月1日に設立された。
なお、当社傘下以外にも京成グループ内にはバス事業者およびバス事業を兼ねる事業者が数多く存在する。そのため、本項では当社に属さない京成グループのバス事業者も参考として一覧に記載する。

## 概要

### 設立の経緯
2024年（令和6年）9月25日に開催された京成電鉄の取締役会において、同社完全子会社である昭和タクシー有限会社の商号変更により、同年11月1日付で、京成グループのバス事業を統括する中間持株会社として「京成電鉄バスホールディングス株式会社」（以下「京成電鉄バスHD」）の設立を決議した。
また、同年12月20日に開催された取締役会において、翌2025年（令和7年）4月1日付で、当時京成電鉄などが保有していたバス事業会社の株式及びバス事業に関する固定資産の一部と、京成電鉄や新京成電鉄が実施している東京都及び千葉県における京成グループの各バス事業者の経営管理事業を吸収分割によって京成電鉄バスHDに移管することが決議された。
京成電鉄バスHDは、京成グループのバス事業者15社及び既存の京成バスを吸収合併および吸収分割により再編し、東京都内2社、千葉県内西部・中央部・東部の3社、関連会社1社、計6社を統括する。なお再編は2025年（令和7年）4月1日と2026年（令和8年）4月1日の二段階に分けて行われる。
京成電鉄は、従来同社の直下にあった京成グループの各バス事業者を5社に再編させることで、バス事業における営業力・採用力を強化すると共に、一体経営として変化に柔軟、迅速に対応していく体制の構築を図るとしている。

### 京成グループのバス事業再編
京成電鉄には京成バス、東京BRTと15社ものグループ企業を直下に置いていたが、再編によって東京都内が2社、千葉県内は西部・中央部・東部の3社になる。
まず2025年（令和7年）4月1日に以下のように社名変更および会社統合が行われた。また、京成バスと京成自動車整備が当社の完全子会社となった。
- 京成タウンバス → 京成バス東京
- 京成トランジットバス、松戸新京成バス、船橋新京成バス鎌ヶ谷営業所、東京ベイシティ交通 → 京成バス千葉ウエスト
- ちばレインボーバス、千葉海浜交通、京成バスシステム、船橋新京成バス習志野営業所 → 京成バス千葉セントラル
- 千葉交通、千葉中央バス、成田空港交通、千葉内陸バス、ちばフラワーバス、ちばシティバス、ちばグリーンバス → 京成バス千葉イースト

次に2026年（令和8年）4月1日には既存の京成バスの営業所が以下のように各社に編入される。また、東京BRTは京成バス直下から当社の直下に移管される。
- 奥戸営業所（隷下の東雲車庫を含む）、金町営業所、江戸川営業所 → 京成バス東京
- 松戸営業所、市川営業所 → 京成バス千葉ウエスト
- 新都心営業所（隷下の習志野出張所を含む）、新習志野高速営業所、長沼営業所 → 京成バス千葉セントラル
- 千葉営業所 → 京成バス千葉イースト。

バス事業再編の変遷を下表に示す。なお、背景色は再編後の各社のイメージカラーを示す（後述）。
| 分社前              | 分社前                                          |                     | 地域分社後           |                      | 京成バス分社後       |                      | 再編前（再編発表時）            |                            | 1回目の再編後              | 1回目の再編後              |                        | 2回目の再編後          |
| ------------------- | ----------------------------------------------- | ------------------- | -------------------- | -------------------- | -------------------- | -------------------- | ------------------------------- | -------------------------- | -------------------------- | -------------------------- | ---------------------- | ---------------------- |
| 京成電鉄 自動車本部 | 京成電鉄 自動車本部                             | 京成電鉄 自動車本部 | 京成電鉄 自動車本部  | →                    | 京成バス             | 京成バス             | 京成バス                        | →                          | 京成バス                   | 奥戸営業所                 | →                      | 京成バス東京           |
| 京成電鉄 自動車本部 | 京成電鉄 自動車本部                             | 京成電鉄 自動車本部 | 京成電鉄 自動車本部  | →                    | 京成バス             | 京成バス             | 京成バス                        | →                          | 京成バス                   | 奥戸営業所 東雲車庫        | →                      | 京成バス東京           |
| 京成電鉄 自動車本部 | 京成電鉄 自動車本部                             | 京成電鉄 自動車本部 | 京成電鉄 自動車本部  | →                    | 京成バス             | 京成バス             | 京成バス                        | →                          | 京成バス                   | 金町営業所                 | →                      | 京成バス東京           |
| 京成電鉄 自動車本部 | 京成電鉄 自動車本部                             | 京成電鉄 自動車本部 | 京成電鉄 自動車本部  | →                    | 京成バス             | 京成バス             | 京成バス                        | →                          | 京成バス                   | 江戸川営業所               | →                      | 京成バス東京           |
| 京成電鉄 自動車本部 | 京成電鉄 自動車本部                             | 京成電鉄 自動車本部 | 京成電鉄 自動車本部  | →                    | 京成バス             | 京成バス             | 京成バス                        | →                          | 京成バス                   | 松戸営業所                 | →                      | 京成バス千葉ウエスト   |
| 京成電鉄 自動車本部 | 京成電鉄 自動車本部                             | 京成電鉄 自動車本部 | 京成電鉄 自動車本部  | →                    | 京成バス             | 京成バス             | 京成バス                        | →                          | 京成バス                   | 市川営業所                 | →                      | 京成バス千葉ウエスト   |
| 京成電鉄 自動車本部 | 京成電鉄 自動車本部                             | 京成電鉄 自動車本部 | 京成電鉄 自動車本部  | →                    | 京成バス             | 京成バス             | 京成バス                        | →                          | 京成バス                   | 新都心営業所               | →                      | 京成バス千葉セントラル |
| 京成電鉄 自動車本部 | 京成電鉄 自動車本部                             | 京成電鉄 自動車本部 | 京成電鉄 自動車本部  | →                    | 京成バス             | 京成バス             | 京成バス                        | →                          | 京成バス                   | 新都心営業所 習志野出張所  | →                      | 京成バス千葉セントラル |
| 京成電鉄 自動車本部 | 京成電鉄 自動車本部                             | 京成電鉄 自動車本部 | 京成電鉄 自動車本部  | →                    | 京成バス             | 京成バス             | 京成バス                        | →                          | 京成バス                   | 新習志野高速営業所         | →                      | 京成バス千葉セントラル |
| 京成電鉄 自動車本部 | 京成電鉄 自動車本部                             | 京成電鉄 自動車本部 | 京成電鉄 自動車本部  | →                    | 京成バス             | 京成バス             | 京成バス                        | →                          | 京成バス                   | 長沼営業所                 | →                      | 京成バス千葉セントラル |
| 京成電鉄 自動車本部 | 京成電鉄 自動車本部                             | 京成電鉄 自動車本部 | 京成電鉄 自動車本部  | →                    | 京成バス             | 京成バス             | 京成バス                        | →                          | 京成バス                   | 千葉営業所                 | →                      | 京成バス千葉イースト   |
|                     |                                                 |                     |                      |                      |                      |                      | 東京BRT （京成バス子会社）      | 東京BRT （京成バス子会社） | 東京BRT （京成バス子会社） | 東京BRT （京成バス子会社） | →                      | 東京BRT （HD子会社）   |
| 京成電鉄 自動車本部 | 奥戸営業所 （奥戸第二車庫）                     | →                   | 京成タウンバス       | 京成タウンバス       | 京成タウンバス       | 京成タウンバス       | 京成タウンバス                  | →                          | 京成バス東京               | 京成バス東京               | 京成バス東京           | 京成バス東京           |
| 京成電鉄 自動車本部 | 市川営業所 （八幡車庫）                         | →                   | 京成トランジットバス | 京成トランジットバス | 京成トランジットバス | 京成トランジットバス | 京成トランジットバス            | →                          | 京成バス千葉ウエスト       | 京成バス千葉ウエスト       | 京成バス千葉ウエスト   | 京成バス千葉ウエスト   |
| 東京ベイシティ交通  |                                                 |                     |                      |                      |                      |                      |                                 | →                          | 京成バス千葉ウエスト       | 京成バス千葉ウエスト       | 京成バス千葉ウエスト   | 京成バス千葉ウエスト   |
| 新京成電鉄 自動車部 | 松戸営業所                                      | →                   | 松戸新京成バス       | 松戸新京成バス       | 松戸新京成バス       | 松戸新京成バス       | 松戸新京成バス                  | →                          | 京成バス千葉ウエスト       | 京成バス千葉ウエスト       | 京成バス千葉ウエスト   | 京成バス千葉ウエスト   |
| 新京成電鉄 自動車部 | 鎌ヶ谷営業所                                    | →                   | 船橋新京成バス       | →                    | 船橋新京成バス       | →                    | 船橋新京成バス （鎌ヶ谷営業所） | →                          | 京成バス千葉ウエスト       | 京成バス千葉ウエスト       | 京成バス千葉ウエスト   | 京成バス千葉ウエスト   |
| 船橋バス            |                                                 |                     |                      | →                    | 船橋新京成バス       | →                    | 船橋新京成バス （鎌ヶ谷営業所） | →                          | 京成バス千葉ウエスト       | 京成バス千葉ウエスト       | 京成バス千葉ウエスト   | 京成バス千葉ウエスト   |
| 新京成電鉄 自動車部 | 鎌ヶ谷営業所 （習志野車庫）                     | →                   | 習志野新京成バス     | 習志野新京成バス     | 習志野新京成バス     | →                    | 船橋新京成バス （習志野営業所） | →                          | 京成バス千葉セントラル     | 京成バス千葉セントラル     | 京成バス千葉セントラル | 京成バス千葉セントラル |
| 千葉海浜交通        |                                                 |                     |                      |                      |                      |                      |                                 | →                          | 京成バス千葉セントラル     | 京成バス千葉セントラル     | 京成バス千葉セントラル | 京成バス千葉セントラル |
| 京成電鉄 自動車本部 | （貸切センター）                                | →                   | 京成電鉄             | →                    | 京成バス             | →                    | 京成バスシステム                | →                          | 京成バス千葉セントラル     | 京成バス千葉セントラル     | 京成バス千葉セントラル | 京成バス千葉セントラル |
| 京成電鉄 自動車本部 | 船橋営業所 （船尾車庫） 松戸営業所 （白井車庫） | →                   | ちばレインボーバス   | ちばレインボーバス   | ちばレインボーバス   | ちばレインボーバス   | ちばレインボーバス              | →                          | 京成バス千葉セントラル     | 京成バス千葉セントラル     | 京成バス千葉セントラル | 京成バス千葉セントラル |
| 京成電鉄 自動車本部 | 千葉営業所 （新宿車庫）                         | →                   | ちばシティバス       | ちばシティバス       | ちばシティバス       | ちばシティバス       | ちばシティバス                  | →                          | 京成バス千葉イースト       | 京成バス千葉イースト       | 京成バス千葉イースト   | 京成バス千葉イースト   |
| 京成電鉄 自動車本部 | 成東営業所                                      | →                   | ちばフラワーバス     | ちばフラワーバス     | ちばフラワーバス     | ちばフラワーバス     | ちばフラワーバス                | →                          | 京成バス千葉イースト       | 京成バス千葉イースト       | 京成バス千葉イースト   | 京成バス千葉イースト   |
| 京成電鉄 自動車本部 | 佐倉営業所                                      | →                   | ちばグリーンバス     | ちばグリーンバス     | ちばグリーンバス     | ちばグリーンバス     | ちばグリーンバス                | →                          | 京成バス千葉イースト       | 京成バス千葉イースト       | 京成バス千葉イースト   | 京成バス千葉イースト   |
| 千葉交通            |                                                 |                     |                      |                      |                      |                      |                                 | →                          | 京成バス千葉イースト       | 京成バス千葉イースト       | 京成バス千葉イースト   | 京成バス千葉イースト   |
| 千葉中央バス        |                                                 |                     |                      |                      |                      |                      |                                 | →                          | 京成バス千葉イースト       | 京成バス千葉イースト       | 京成バス千葉イースト   | 京成バス千葉イースト   |
| 千葉内陸バス        |                                                 |                     |                      |                      |                      |                      |                                 | →                          | 京成バス千葉イースト       | 京成バス千葉イースト       | 京成バス千葉イースト   | 京成バス千葉イースト   |
| 成田空港交通        |                                                 |                     |                      |                      |                      |                      |                                 | →                          | 京成バス千葉イースト       | 京成バス千葉イースト       | 京成バス千葉イースト   | 京成バス千葉イースト   |

### デザイン
バス事業再編に当たり、新たに各社のロゴと車体デザインが制定された。これらのデザイン制作は、告知ポスターを含め株式会社イチバンセンが担当した。
- 京成バス東京＝花菖蒲（はなしょうぶ）色：沿線地域の花菖蒲や下町の伝統文化がモチーフ。
- 京成バス千葉ウエスト＝紅緋（べにひ）色：沿線地域の花々がモチーフ。
- 京成バス千葉セントラル＝天（あま）色：沿線地域の海や東京湾に広がる大きな青空がモチーフ。
- 京成バス千葉イースト＝千歳緑（ちとせみどり）色：沿線地域の里山や松の葉がモチーフ。

## 京成グループのバス事業者・営業所

### 当社傘下
| 社名・営業所・車庫     | 社名・営業所・車庫 | 社名・営業所・車庫 | 所在地                     | 備考 |
| ---------------------- | ------------------ | ------------------ | -------------------------- | --- |
| 京成バス               | 奥戸営業所         | -                  | 東京都葛飾区奥戸           | 2026年4月より京成バス東京に編入予定                                                                                              |
| 京成バス               | 奥戸営業所         | 東雲車庫           | 東京都江東区東雲           | 2026年4月より京成バス東京に編入予定                                                                                              |
| 京成バス               | 金町営業所         | 金町営業所         | 東京都葛飾区金町           | 2026年4月より京成バス東京に編入予定                                                                                              |
| 京成バス               | 江戸川営業所       | 江戸川営業所       | 東京都江戸川区東篠崎       | 2026年4月より京成バス東京に編入予定                                                                                              |
| 京成バス               | 市川営業所         | 市川営業所         | 千葉県市川市柏井町         | 2026年4月より京成バス千葉ウエストに編入予定                                                                                      |
| 京成バス               | 松戸営業所         | 松戸営業所         | 千葉県松戸市古ケ崎         | 2026年4月より京成バス千葉ウエストに編入予定                                                                                      |
| 京成バス               | 新都心営業所       | -                  | 千葉県習志野市芝園         | 2026年4月より京成バス千葉セントラルに編入予定                                                                                    |
| 京成バス               | 新都心営業所       | 習志野出張所       | 千葉県船橋市習志野         | 2026年4月より京成バス千葉セントラルに編入予定                                                                                    |
| 京成バス               | 新習志野高速営業所 | 新習志野高速営業所 | 千葉県習志野市茜浜         | 2026年4月より京成バス千葉セントラルに編入予定                                                                                    |
| 京成バス               | 長沼営業所         | 草野車庫           | 千葉県千葉市稲毛区長沼町   | 2026年4月より京成バス千葉セントラルに編入予定                                                                                    |
| 京成バス               | 長沼営業所         | 花見川車庫         | 千葉県千葉市花見川区作新台 | 2026年4月より京成バス千葉セントラルに編入予定                                                                                    |
| 京成バス               | 千葉営業所         | 御成台車庫         | 千葉県四街道市吉岡         | 2026年4月より京成バス千葉イーストに編入予定                                                                                      |
| 京成バス               | 千葉営業所         | 千城台車庫         | 千葉県千葉市若葉区千城台東 | 2026年4月より京成バス千葉イーストに編入予定                                                                                      |
| 東京BRT                | 葛西臨海営業所     | 葛西臨海営業所     | 東京都江戸川区臨海町       | |
| 京成バス東京           | 葛飾営業所         | 葛飾営業所         | 東京都葛飾区奥戸           | 旧・京成電鉄自動車本部奥戸営業所奥戸第二車庫→京成タウンバス                                                                      |
| 京成バス千葉ウエスト   | 千鳥営業所         | 千鳥営業所         | 千葉県浦安市千鳥           | 旧：東京ベイシティ交通（本社・営業所）                                                                                           |
| 京成バス千葉ウエスト   | 舞浜営業所         | 舞浜営業所         | 千葉県浦安市千鳥           | 旧：京成トランジットバス千鳥営業所                                                                                               |
| 京成バス千葉ウエスト   | 塩浜営業所         | 塩浜営業所         | 千葉県市川市塩浜           | 旧：京成電鉄自動車本部市川営業所八幡車庫→京成トランジットバス塩浜営業所                                                          |
| 京成バス千葉ウエスト   | 鎌ヶ谷営業所       | 鎌ヶ谷営業所       | 千葉県鎌ケ谷市鎌ケ谷       | 旧：（新京成電鉄自動車部→船橋新京成バス）鎌ヶ谷営業所                                                                            |
| 京成バス千葉ウエスト   | 松戸東営業所       | 紙敷車庫           | 千葉県松戸市紙敷           | 旧：（新京成電鉄自動車部→松戸新京成バス）松戸営業所                                                                              |
| 京成バス千葉ウエスト   | 松戸東営業所       | 小金原車庫         | 千葉県松戸市小金原         | 旧：（新京成電鉄自動車部→松戸新京成バス）松戸営業所                                                                              |
| 京成バス千葉セントラル | 船橋営業所         | 船橋営業所         | 千葉県船橋市栄町           | 旧：京成バスシステム本社営業所                                                                                                   |
| 京成バス千葉セントラル | 習志野西営業所     | 習志野西営業所     | 千葉県船橋市習志野         | 旧：新京成電鉄自動車部（鎌ヶ谷営業所習志野車庫→習志野営業所→鎌ヶ谷営業所習志野車庫）→習志野新京成バス→船橋新京成バス習志野営業所 |
| 京成バス千葉セントラル | 高浜営業所         | 高浜営業所         | 千葉県千葉市美浜区高浜     | 旧：千葉海浜交通高浜営業所 |
| 京成バス千葉セントラル | 印西営業所         | 船尾車庫           | 千葉県印西市船尾           | 旧：京成電鉄自動車本部船橋営業所船尾車庫→ちばレインボーバス本社営業所船尾車庫                                                    |
| 京成バス千葉セントラル | 印西営業所         | 白井車庫           | 千葉県白井市神々廻         | 旧：京成電鉄自動車本部松戸営業所白井車庫→ちばレインボーバス本社営業所白井車庫                                                    |
| 京成バス千葉イースト   | 成田営業所         | 成田営業所         | 千葉県成田市吉倉           | 旧：千葉交通成田営業所 |
| 京成バス千葉イースト   | 多古営業所         | 多古営業所         | 千葉県香取郡多古町多古     | 旧：千葉交通多古営業所 |
| 京成バス千葉イースト   | 銚子営業所         | 銚子営業所         | 千葉県銚子市松本町         | 旧：千葉交通銚子営業所 |
| 京成バス千葉イースト   | 千葉南営業所       | 千葉南営業所       | 千葉県千葉市緑区辺田町     | 旧：千葉中央バス千葉営業所 |
| 京成バス千葉イースト   | 大野台営業所       | 大野台営業所       | 千葉県千葉市緑区大野台     | 旧：千葉中央バス大野台営業所 |
| 京成バス千葉イースト   | いすみ営業所       | いすみ営業所       | 千葉県いすみ市苅谷         | 旧：千葉中央バスいすみ営業所 |
| 京成バス千葉イースト   | 成田空港営業所     | 成田空港営業所     | 千葉県成田市駒井野字山ノ台 | 旧：成田空港交通（本社・営業所）                                                                                                 |
| 京成バス千葉イースト   | 四街道営業所       | -                  | 千葉県四街道市千代田       | 旧：千葉内陸バス千代田営業所 |
| 京成バス千葉イースト   | 四街道営業所       | みつわ台車庫       | 千葉県千葉市若葉区みつわ台 | 旧：千葉内陸バスみつわ台車庫 |
| 京成バス千葉イースト   | 四街道営業所       | めいわ車庫         | 千葉県四街道市めいわ       | 旧：千葉内陸バスめいわ車庫 車両配置なし                                                                                          |
| 京成バス千葉イースト   | 成東営業所         | 成東営業所         | 千葉県山武市津辺           | 旧：京成電鉄自動車本部成東営業所→ちばフラワーバス本社営業所                                                                      |
| 京成バス千葉イースト   | 中野営業所         | 中野営業所         | 千葉県千葉市若葉区中野町   | 旧：京成電鉄自動車本部千葉営業所中野車庫→ちばフラワーバス千葉出張所→ちばフラワーバス中野営業所                                   |
| 京成バス千葉イースト   | 新港営業所         | 新港営業所         | 千葉県千葉市美浜区新港     | 旧：京成電鉄自動車本部千葉営業所新宿車庫→ちばシティバス（本社・営業所）                                                          |
| 京成バス千葉イースト   | 佐倉営業所         | 田町車庫           | 千葉県佐倉市角来           | 旧：京成電鉄自動車本部佐倉営業所→ちばグリーンバス（本社・営業所）                                                                |

| 社名           | 所在地               | 備考                                           |
| -------------- | -------------------- | ---------------------------------------------- |
| 京成自動車整備 | 千葉県習志野市津田沼 | 車両の車検や定期点検、日常の整備業務を主に担当 |

### 当社傘下以外
| 社名・営業所・車庫     | 社名・営業所・車庫 | 社名・営業所・車庫 | 所在地                   | 備考                                              |
| ---------------------- | ------------------ | ------------------ | ------------------------ | ------------------------------------------------- |
| 京成タクシーセントラル | 習志野営業所       | 習志野営業所       | 千葉県船橋市習志野       | 京成電鉄タクシーホールディングス傘下              |
| 京成タクシーイースト   | 成田営業所         | 成田営業所         | 千葉県成田市寺台         | 京成電鉄タクシーホールディングス傘下              |
| 京成タクシーイースト   | 銚子営業所         | 銚子営業所         | 千葉県銚子市松本町       | 京成電鉄タクシーホールディングス傘下              |
| 京成タクシーイースト   | 佐倉営業所         | 佐倉営業所         | 千葉県佐倉市太田         | 京成電鉄タクシーホールディングス傘下              |
| 小湊鉄道               | 塩田営業所         | -                  | 千葉県千葉市中央区塩田町 | 小湊鉄道グループ                                  |
| 小湊鉄道               | 塩田営業所         | 姉崎車庫           | 千葉県市原市姉崎海岸     | 小湊鉄道グループ                                  |
| 小湊鉄道               | 木更津営業所       | 木更津営業所       | 千葉県木更津市潮浜       | 小湊鉄道グループ                                  |
| 小湊鉄道               | 長南営業所         | -                  | 千葉県長生郡長南町長南   | 小湊鉄道グループ                                  |
| 小湊鉄道               | 長南営業所         | 茂原車庫           | 千葉県茂原市千代田町     | 小湊鉄道グループ                                  |
| 小湊鉄道               | 長南営業所         | 白子車庫           | 千葉県長生郡白子町古所   | 小湊鉄道グループ                                  |
| 小湊鉄道               | 長南営業所         | 大多喜車庫         | 千葉県夷隅郡大多喜町新丁 | 小湊鉄道グループ                                  |
| 小湊鉄道               | 長南営業所         | 勝浦車庫           | 千葉県勝浦市新官         | 小湊鉄道グループ                                  |
| 小湊鉄道               | 東金営業所         | 東金営業所         | 千葉県東金市田間         | 小湊鉄道グループ                                  |
| 九十九里鉄道           | 本社営業所         | 本社営業所         | 千葉県東金市田間         | 小湊鉄道グループ                                  |
| 関東鉄道               | 土浦営業所         | 土浦営業所         | 茨城県土浦市川口         | 京成電鉄茨城ホールディングス傘下 関東鉄道グループ |
| 関東鉄道               | つくば中央営業所   | つくば中央営業所   | 茨城県つくば市上横場     | 京成電鉄茨城ホールディングス傘下 関東鉄道グループ |
| 関東鉄道               | つくば北営業所     | -                  | 茨城県つくば市沼田       | 京成電鉄茨城ホールディングス傘下 関東鉄道グループ |
| 関東鉄道               | つくば北営業所     | 下妻車庫           | 茨城県下妻市下妻乙       | 京成電鉄茨城ホールディングス傘下 関東鉄道グループ |
| 関東鉄道               | 守谷営業所         | 守谷営業所         | 茨城県守谷市百合ケ丘     | 京成電鉄茨城ホールディングス傘下 関東鉄道グループ |
| 関東鉄道               | 竜ヶ崎営業所       | -                  | 茨城県龍ケ崎市馴馬町     | 京成電鉄茨城ホールディングス傘下 関東鉄道グループ |
| 関東鉄道               | 竜ヶ崎営業所       | 江戸崎車庫         | 茨城県稲敷市高田         | 京成電鉄茨城ホールディングス傘下 関東鉄道グループ |
| 関東鉄道               | 水戸営業所         | 水戸営業所         | 茨城県水戸市住吉町       | 京成電鉄茨城ホールディングス傘下 関東鉄道グループ |
| 関東鉄道               | 潮来営業所         | -                  | 茨城県潮来市洲崎         | 京成電鉄茨城ホールディングス傘下 関東鉄道グループ |
| 関東鉄道               | 潮来営業所         | 波崎車庫           | 茨城県神栖市波崎         | 京成電鉄茨城ホールディングス傘下 関東鉄道グループ |
| 関東鉄道               | 石岡営業所         | -                  | 茨城県石岡市行里川       | 京成電鉄茨城ホールディングス傘下 関東鉄道グループ |
| 関東鉄道               | 石岡営業所         | 鉾田車庫           | 茨城県鉾田市鉾田         | 京成電鉄茨城ホールディングス傘下 関東鉄道グループ |
| 関鉄観光バス           | 本社営業センター   | 本社営業センター   | 茨城県土浦市真鍋         | 京成電鉄茨城ホールディングス傘下 関東鉄道グループ |
| 関鉄観光バス           | 水戸営業センター   | 水戸営業センター   | 茨城県水戸市住吉町       | 京成電鉄茨城ホールディングス傘下 関東鉄道グループ |
| 関鉄観光バス           | 下妻営業センター   | 下妻営業センター   | 茨城県下妻市乙           | 京成電鉄茨城ホールディングス傘下 関東鉄道グループ |
| 関鉄観光バス           | 佐原営業センター   | 佐原営業センター   | 千葉県香取市佐原ロ       | 京成電鉄茨城ホールディングス傘下 関東鉄道グループ |
| 東京空港交通           | 箱崎営業所         | 箱崎営業所         | 東京都中央区日本橋箱崎町 | 東京空港交通グループ                              |
| 東京空港交通           | 羽田営業所         | 羽田営業所         | 東京都大田区羽田空港     | 東京空港交通グループ                              |
| 東京空港交通           | 新宿営業所         | 新宿営業所         | 東京都渋谷区代々木       | 東京空港交通グループ                              |
| 東京空港交通           | 成田営業所         | 成田営業所         | 千葉県成田市古込字古込   | 東京空港交通グループ                              |